# Szwedzkie Stowarzyszenie Pokoju i Arbitrażu
Szwedzkie Stowarzyszenie Pokoju i Arbitrażu (szw.) Svenska freds- och skiljedomsföreningen — neutralna politycznie i światopoglądowo organizacja pozarządowa założona w 1883 roku przez grupę szwedzkich parlamentarzystów pod przewodnictwem Klasa Pontusa Arnoldsona, jako odpowiedź na zapowiedzi rządu o zwiększeniu nakładów finansowych na wojsko. Celem organizacji jest doprowadzenie do zakończenia wszystkich wojen oraz przygotowaniom do kolejnych, a także tworzenie warunków do zapanowania stałego pokoju. Stowarzyszenie prowadzi akcje edukacyjne oraz podejmuje działalność polityczną lobbując na rzecz rozbrojenia. Wobec pojawiających się w społeczeństwie skandynawskim w 1905 roku tendencji do militarnego przeciwdziałania separacji Norwegii od Szwecji Stowarzyszenie podjęło wraz z innymi organizacjami kampanię na rzecz pokojowego rozwiązania sporu.